# Vidéo étrangement satisfaisante

Le slime pailleté est souvent présenté dans les vidéos étrangement satisfaisantes.

Les vidéos étrangement satisfaisantes (en anglais Oddly satisfying videos) sont des vidéos trouvables sur Internet et qui présentent des événements ou des actions répétitives que les spectateurs trouvent agréables à regarder. Des sujets courants en sont les spectacles de dominos (en), les tours de magie de salon, le slime, le lavage à pression (en), les presses hydrauliques, les broyeurs de ferraille (en), la découpe de savon et le mélange de peintures. Les vidéos étrangement satisfaisantes sont considérées comme étant des formes d'évasion ou d'ASMR,.
Le terme de « vidéo étrangement satisfaisante » est apparu sur le forum Internet Reddit après la création du subreddit /r/oddlysatisfying en 2013. L'étiquette est désormais largement répandue sur les plateformes de vidéo en ligne telles que YouTube et Instagram. En 2021, le Guardian écrivait que « la pandémie, associée à un cycle d'actualité de plus en plus chaotique, nous pousse à tendre vers l'état ultime de #smoothbrain (« cerveau lisse ») — ce qui signifie qu'il y a un public mondial qui recherche régulièrement l'étrange satisfaction, et une énorme vague de créateurs de contenu qui la fabriquent activement ».
On pense que l’attrait des vidéos étrangement satisfaisantes réside dans la préférence humaine pour la symétrie, les motifs et la répétition, la volonté d’explorer le comportement des matériaux, ou les mouvements de la main. Cela peut être lié à la réponse autonome du méridien sensoriel, une agréable sensation de picotement dans le cou et le cuir chevelu,. Evan Malone, professeur d'art et de philosophie du cinéma, a émis l'hypothèse que l'attrait de ces films réside dans leur représentation d'expériences quotidiennes comme étant cinématographiques et, selon les mots de Baudrillard, « hyperréalistes ». L'effet du visionnage de telles vidéos a été décrit comme un « massage cérébral » ou « légèrement hypnotisant », et comme une forme d'auto-soin psychologique aidant à surmonter le stress ou l'anxiété,. La satisfaction obtenue pourrait avoir à voir avec les neurones miroirs, qui s'activent lorsqu'une personne exécute un mouvement ou regarde quelqu'un d'autre effectuer un mouvement.